# Sekhemre-Heruhirmaat Intef
Sekhemre-Heruhirmaat Intef (hoặc Antef, Inyotef), còn được gọi là Intef VII hoặc Intef VIII trong một số tài liệu, là một pharaoh thuộc Vương triều thứ bảy của Ai Cập cổ đại. Ông cai trị vùng Thebes của Thượng Ai Cập, trong khi người Hyksos thuộc Vương triều thứ 15 chiếm giữ Hạ Ai Cập.
Cho đến nay, người ta vẫn không thể biết được cha mẹ của Intef là ai. Hoàng hậu Haankhes, được cho là phối ngẫu của ông. Bà được biết thông qua một bia đá của hoàng tử Ameni, con bà.
Không rõ Sekhemre-Heruhirmaat mất vào thời điểm nào. Quan tài của ông được chôn cất trong một ngôi mộ ở Dra Abu el-Naga.

## Trị vì

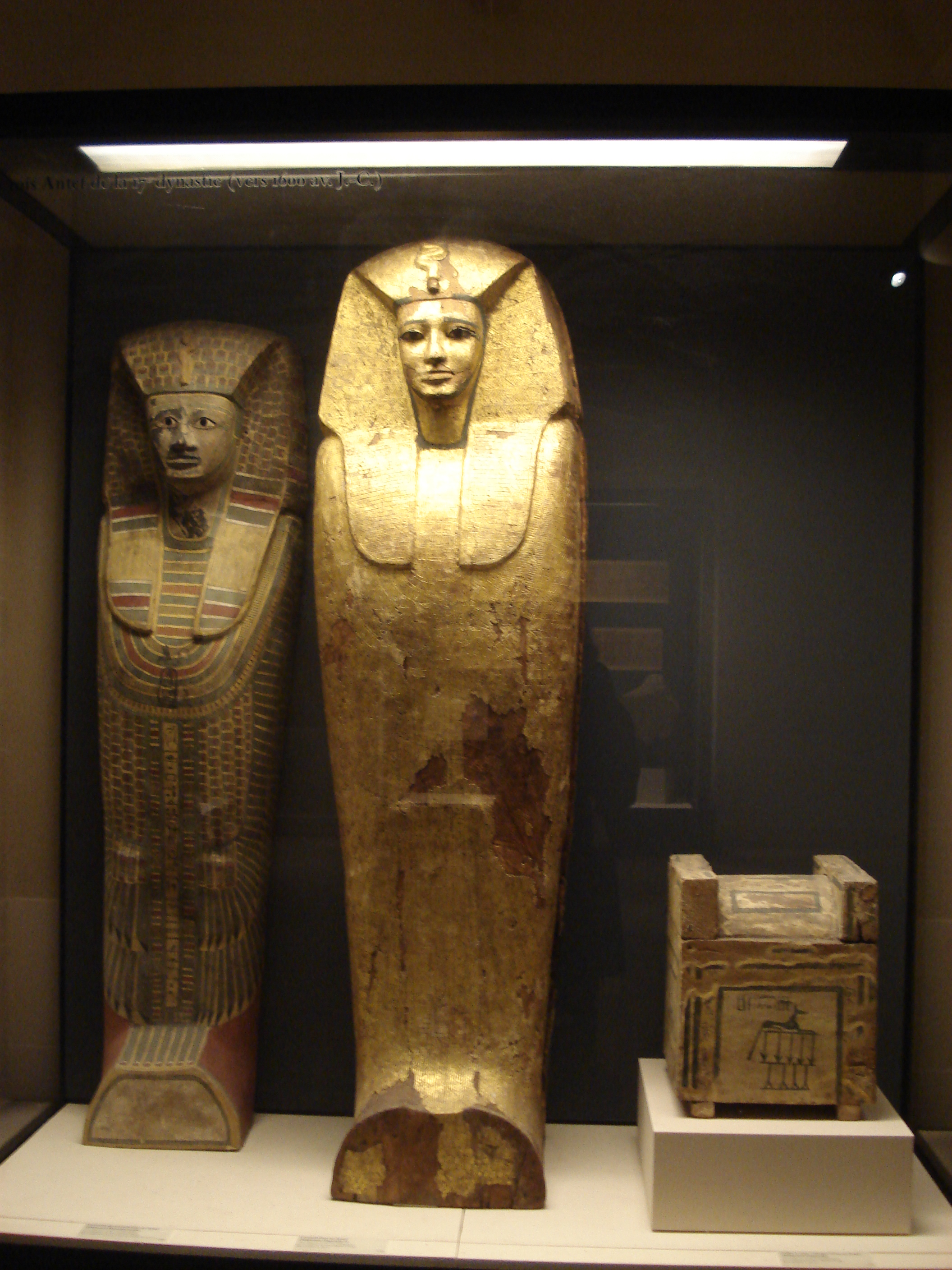
Cỗ quan tài đơn sơ của Sekhemre-Heruhirmaat Intef (góc trái), chính giữa là của Sekhemre-Wepmaat Intef

Bằng chứng rõ ràng nhất về Sekhemre-Heruhirmaat là cỗ quan tài của ông ta, được trưng bày tại Viện bảo tàng Louvre, Pháp. Tên riêng (nonem) lẫn tên ngai (prenonem) của ông đều xuất hiện trên đó, được viết bằng mực đen lên phía trước "ngực" của quan tài. Không có nhiều bằng chứng liên quan đến khoảng thời gian cai trị của ông.
Nhà Ai Cập học người Đan Mạch Kim Ryholt cho rằng, Sekhemre-Heruhirmaat là một vị vua đồng nhiếp chính với Nubkheperre, dựa vào một khối đá được tìm thấy tại Coptos. Theo ông, Sekhemre-Heruhirmaat mất sớm và có lẽ được chôn trong một quan tài vốn dành cho Nubkheperre Intef. Do đó, Sekhemre-Heruhirmaat không thể có một triều đại độc lập của riêng mình.
Tuy nhiên, nhà Ai Cập học người Anh Aidan Dodson lại bác bỏ quan điểm này: "Dường như không có khả năng cho thấy quan tài này trước đây được làm cho Nubkheperre Intef". Ông chỉ ra rằng, nét chữ viết tên riêng và tên ngai của Sekhemre-Heruhirmaat khác hoàn toàn những nét chữ viết tay còn lại trên quan tài. "Trong suy nghĩ của người viết, anh ta cho rằng đức vua của mình được nhận ra một cách chính xác ở thế giới bên kia nếu thêm tên ngai của ngài vào!", theo Dodson.

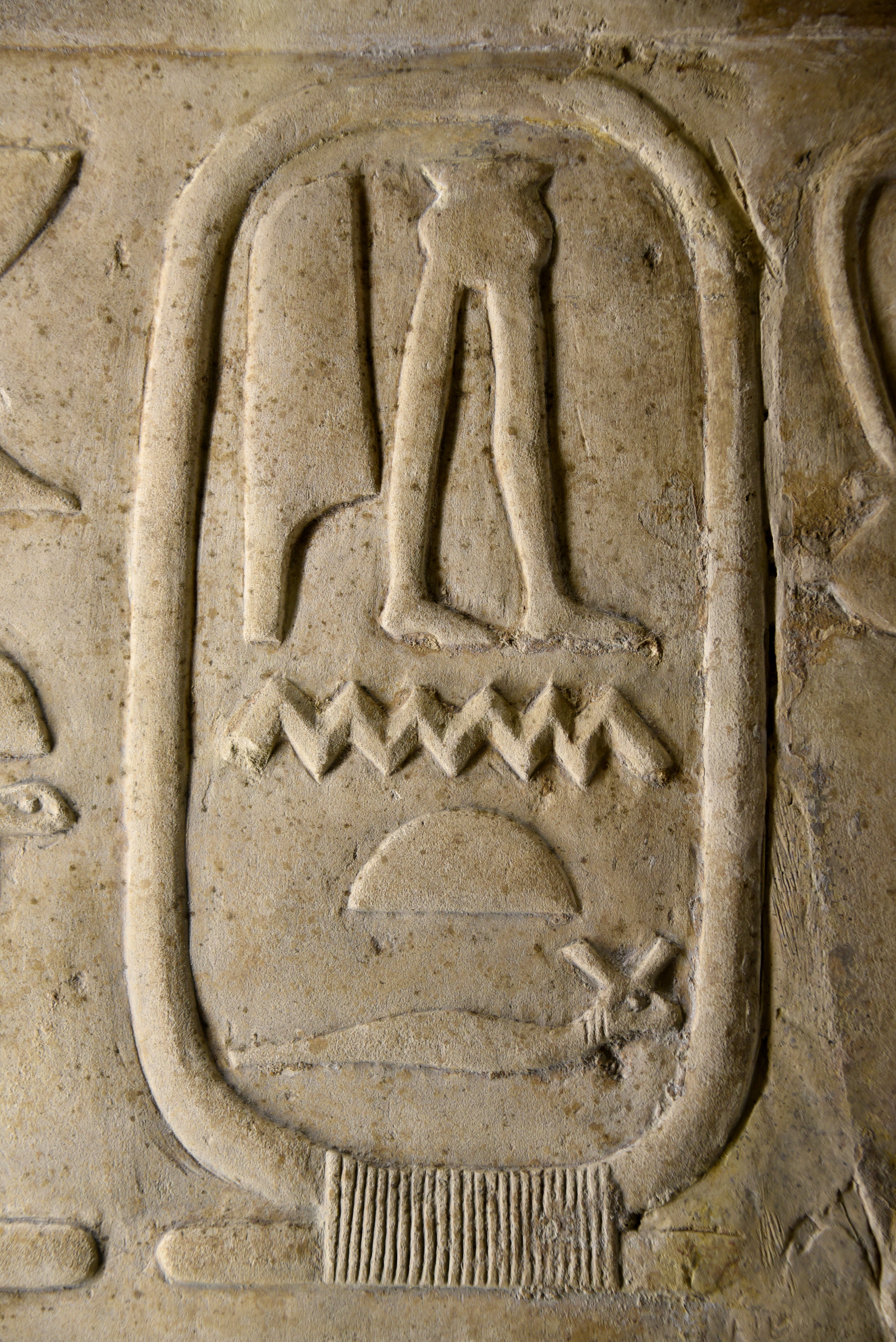
Khung cartouche có khắc tên riêng của Sekhemre-Heruhirmaat, được tìm thấy trên khối đá vôi tại Coptos

Ông cũng giải thích trong bài báo của mình: "Có lẽ những người ghi chép vẫn còn quen lối viết tên của Nubkheperre Intef, dẫn đến lỗi sai trên quan tài của Sekhemre-Heruhirmaat Intef". Dodson cũng cho rằng, Sekhemre-Heruhirmaat có lẽ đã mất khi ông chỉ mới cầm quyền được vài tháng. Do đó, ông cũng không có đủ thời gian để làm cho mình một chiếc quan tài theo đúng kiểu hoàng gia.
Nhà nghiên cứu người Đức Daniel Polz, người đã khám phá ra ngôi mộ của vua Nubkheperre Intef vào năm 2001, cũng đồng ý với Aidan Dodson rằng Sekhemre-Heruhirmaat là một pharaoh trị vì ngắn ngủi trước khi ngai vàng thuộc về Senakhtenre Ahmose.